# Gusti Školj
Gusti Školj je nenaseljeni otočić uz zapadnu obalu Istre, dio Vrsarskog otočja. Najbliže naselje je Funtana.
Površina otoka je 12.673 m2, duljina obalne crte 404 m, a visina 13 metara.
Prema Zakonu o otocima, a glede demografskog stanja i gospodarske razvijenosti, Gusti Školj je svrstan u "male, povremeno nastanjene i nenastanjene otoke i otočiće" za koje se donosi programe održivog razvitka otoka.
U Državnom programu zaštite i korištenja malih, povremeno nastanjenih i nenastanjenih otoka i okolnog mora Ministarstva regionalnoga razvoja i fondova Europske unije, svrstan je pod male otočiće. Pripada općini Funtana.

## Vanjske poveznice
|  | Zajednički poslužitelj ima još gradiva o temi Gusti Školj |